# Postkodlotteriets 50-50
Postkodlotteriets 50-50 var en kombinerad frågetävling och lotteridragning från Svenska Postkodlotteriet i TV4 mellan 22 september 2008 och 23 april 2009. Programmet sändes varje måndag-torsdag.
Frågesportstävlingen, tävlas i par och är en svensk version av det italienska tv-programmet 50-50, skapat av grundarna till Vem vill bli miljonär?.

## Frågesporten
Frågetävlingen inleds med att de ena av de tävlande besvarar på sju frågor, värt ett slumpat belopp. Den ena av de tävlande få se en fråga med två alternativ, därefter har den tävlande tio sekunder på sig att besvara frågan. Den andra medtävlande har ingen möjlighet att se eller höra frågan. Därefter döljs det alternativet som den tävlande inte trodde sig vara det rätta. Den andra tävlande får då se frågan och det svaret som den medtävlande valde. Den får då möjligheten att godkänna den svaret eller chansa på att det andra svaret är rätt. Svarar de fel förlorar de halva beloppet.

### Final
Finalen är uppbyggd på samma sätt, men innan de får veta det korrekta svaret måste de gissa på hur många frågor de hade rätt på, de måste svara exakt rätt antal för att komma över någon vinstsumma. Fler korrekta svar ger högre vinstsumma, svarar de rätt på alla frågor och de tävlande paret gissade att de hade alla rätt vinner de tio gånger pengarna. Högsta vinsten är 55.000 kr.